# Shame (Lied)
Shame ist ein von Christian Ballard, Tim Hawes, Pete Kirtley und Andrew Murray geschriebener Popsong für das Debütalbum Temptation der Band Monrose. Als Co-Produzenten fungierten die Produktions-Teams Jiant und Snowflake. Das Lied wurde am 1. Dezember 2006 als erste Singleauskopplung des Albums veröffentlicht und erreichte die Spitzenposition der Singlecharts in Deutschland, Österreich, Luxemburg und der Schweiz.

## Hintergrundinformationen
Shame wurde am 16. November 2006 erstmals von Bahar Kizil in der vorletzten Folge der fünften Popstars-Staffel gesungen. Dieser Auftritt belegte tagelang die Höchstposition der Videoabrufe bei MyVideo.de und Clipfish.de. Obwohl das Lied bis dahin noch nicht als Debütsingle der Gewinnerband vorgestellt worden war, veröffentlichte amazon.com am 17. November eines der vorab erstellten CD-Cover, auf dem drei der sechs Finalistinnen (Katarzyna Zinkiewicz, Mandy Capristo und Bahar Kizil) zu sehen waren. 
Am 23. November wurde Shame in drei Versionen live in der letzten Folge von Popstars präsentiert. Den Anfang machte eine Kombination aus Arjeta Zuta, Romina Reinhardt und Bahar Kizil. Danach sangen auch Katarzyna Zinkiewicz, Senna Guemmour und Mandy Capristo ihre Version. Die Sendung wurde mit einem Live-Auftritt des am Ende feststehenden Trios Monrose beendet. Im Anschluss wurde Shame als Vorspannmusik des Popstars-Spin-offs Popstars – Ninas Engel verwendet.

## Musikvideo
Für den Videodreh wurde Regisseur Oliver Sommer verpflichtet, der bereits mit Künstlern wie Sarah Connor, Texas Lightning, US5, Nena und Jeanette Biedermann zusammengearbeitet hatte. Die Dreharbeiten fanden im Oktober 2006 im Ballhaus in Berlin statt. Seine Weltpremiere feierte das Musikvideo am 24. November in der täglich ausgestrahlten Boulevardsendung taff auf ProSieben.
Der Videoclip beginnt mit Kizil, die am Morgen nach einem Streit mit ihrem Freund aufwacht. Ausschnitte von Guemmour und Capristo trauernd in Bad und Küche werden eingeflochten. Das ganze Video endet mit einer Szene, in der ein junger Mann mit Blumen die Küche betritt und lächelt. Der Streit scheint vorüber zu sein und die Versöhnung naht.

## Erfolg
Shame war die schnellstverkaufte Single 2006 und das am meisten heruntergeladene Lied seit Beginn des legalen Downloads 2004 in Deutschland.
| ChartsChartplatzierungen | Höchstplatzierung | Wochen |
| ------------------------ | ----------------- | ------ |
| Deutschland (GfK)        | 1 (17 Wo.)        | 17     |
| Österreich (Ö3)          | 1 (17 Wo.)        | 17     |
| Schweiz (IFPI)           | 1 (18 Wo.)        | 18     |